# Reboot (fiction)
Pour les articles homonymes, voir Reboot.
Un reboot  ou redémarrage est une nouvelle version d'une série de films, de jeux vidéo ou d'une série télévisée.

## Reboot et remake
Le reboot consiste en une reprise à zéro de l'histoire, qui garde certains éléments de base mais change d'autres caractéristiques fondamentales de la version initiale. Le remake se contente de refaire la version initiale en conservant tous les éléments fondamentaux, en l'occurrence des éléments de forme ou bien en changeant les acteurs mais sans modifier tous les traits fondamentaux de l'histoire de base.

## Exemples dereboots

### Cinéma
| Franchise                       | Année de sortie | Reboot                                                  | Année du reboot |
| ------------------------------- | --------------- | ------------------------------------------------------- | --------------- |
| Batman                          | de 1989 à 1997  | Batman Begins The Batman Batman: The Brave and the Bold | 2005 2022 20--  |
| La Panthère rose                | de 1963 à 1993  | La Panthère rose                                        | 2006 2023       |
| James Bond                      | de 1962 à 2002  | Casino Royale                                           | 2006            |
| Halloween : La Nuit des masques | de 1978 à 2002  | Halloween                                               | 2007            |
| Nancy Drew... Detective         | de 1938 à 1939  | Nancy Drew                                              | 2007            |
| Hulk                            | 2003            | L'Incroyable Hulk                                       | 2008            |
| The Punisher                    | 2004            | Punisher : Zone de guerre                               | 2008            |
| Star Trek                       | de 1979 à 2002  | Star Trek                                               | 2009            |
| Vendredi 13                     | de 1980 à 2003  | Vendredi 13                                             | 2009            |
| Freddy                          | de 1984 à 2003  | Freddy : Les Griffes de la nuit                         | 2010            |
| La Planète des singes           | de 1968 à 1973  | La Planète des singes : Les Origines                    | 2011            |
| Spider-Man                      | de 2002 à 2007  | The Amazing Spider-Man Spider-Man: Homecoming           | 2012 2017       |
| Superman                        | de 1978 à 2006  | Man of Steel Superman: Legacy                           | 2013 2025       |
| Les Tortues Ninja               | de 1990 à 1993  | Ninja Turtles                                           | 2014            |
| RoboCop                         | de 1987 à 1993  | RoboCop                                                 | 2014            |
| Les Quatre Fantastiques         | de 2005 à 2007  | Les Quatre Fantastiques                                 | 2015            |
| Le Transporteur                 | de 2002 à 2008  | Le Transporteur : Héritage                              | 2015            |
| SOS Fantômes                    | de 1984 à 1989  | SOS Fantômes                                            | 2016            |
| Hellraiser                      | de 1987 à 2011  | Hellraiser                                              | 2017            |
| La Momie                        | de 1932 à 1955  | La Momie                                                | 2017            |
| Lara Croft: Tomb Raider         | de 2001 à 2003  | Tomb Raider                                             | 2018            |
| Transformers                    | de 2007 à 2017  | Bumblebee                                               | 2018            |
| Nancy Drew                      | 2007            | Nancy Drew and the Hidden Staircase                     | 2019            |
| Hellboy                         | de 2004 à 2008  | Hellboy                                                 | 2019            |
| Jeu d'enfant                    | 1988            | Child's Play : La Poupée du Mal                         | 2019            |
| Resident Evil                   | de 2002 à 2016  | Resident Evil : Bienvenue à Raccoon City                | 2021            |
| Détour Mortel                   | de 2003 à 2014  | Détour Mortel : La Fondation                            | 2021            |
| Donjons et Dragons              | de 2000 à 2012  | Donjons et Dragons : L'Honneur des voleurs              | 2023            |

### Séries télévisées
| Franchise                          | Année de sortie | Reboot                                | Année du reboot   |
| ---------------------------------- | --------------- | ------------------------------------- | ----------------- |
| Hawaï police d'État                | de 1968 à 1980  | Hawaii 5-0                            | depuis 2010       |
| Drôles de dames                    | de 1976 à 1981  | Charlie's Angels                      | 2011              |
| Les Supers Nanas                   | de 1998 à 2005  | Les Super Nanas                       | depuis 2016       |
| Ben 10                             | de 2005 à 2008  | Ben 10                                | depuis 2016       |
| Alvin et les Chipmunks             | de 1983 à 1990  | Alvinnn !!! et les Chipmunks          | depuis 2015       |
| La Bande à Picsou                  | de 1987 à 1990  | La Bande à Picsou                     | depuis 2017       |
| Dynastie                           | de 1981 à 1989  | Dynastie                              | depuis 2017       |
| She-Ra, la princesse du pouvoir    | de 1985 à 1986  | She-Ra et les Princesses au pouvoir   | 2018-2020         |
| Magnum                             | de 1980 à 1988  | Magnum                                | depuis 2018       |
| Charmed                            | de 1998 à 2006  | Charmed                               | depuis 2018       |
| Mais où se cache Carmen Sandiego ? | de 1994 à 1999  | Carmen Sandiego                       | 2019-2021         |
| Roswell                            | de 1999 à 2002  | Roswell, New Mexico                   | depuis 2019       |
| Fruits Basket                      | 2001            | Fruits Basket                         | de 2019 à de 2021 |
| Winx Club                          | de 2004 à 2019  | Winx Club                             | à partir de 2024  |
| Sailor Moon                        | de 1992 à 1997  | Sailor Moon Crystal                   | 2014 - 2023       |
| Amandine Malabul                   | de 1998 à 2001  | Amandine Malabul, sorcière maladroite | depuis 2017       |
| Code Quantum                       | de 1989 à 1993  | Quantum Leap                          | depuis 2022       |

### Tokusatsu
| Franchise    | Première entrée                                         | Année de sortie | Reboot | Année du reboot |
| Kaijū        | Kaijū                                                   | Kaijū           | Kaijū | Kaijū           |
| ------------ | ------------------------------------------------------- | --------------- | --- | --------------- |
| Godzilla     | Godzilla (premier film de l'ère Shōwa)                  | 1954            | Le Retour de Godzilla (premier film de l'ère Heisei) Godzilla 2000 (premier film de l'ère Millenium) Godzilla Resurgence (premier film de l'ère Reiwa) | 1984 1999 2016  |
| Mothra       | Mothra (premier film de l'ère Shōwa)                    | 1961            | Godzilla vs Mothra (premier film de l'ère Heisei) Godzilla, Mothra and King Ghidorah: Giant Monsters All-Out Attack (premier film de l'ère Millenium)  | 1992 2001       |
| Henshin hero |                                                         |                 | |                 |
| Ultraman     | Ultra Q (première série de l'ère Shōwa)                 | 1966            | Ultraman Tiga (première série de l'ère Heisei) Ultraman Taiga (première série de l'ère Reiwa)                                                          | 1996 2019       |
| Kamen Rider  | Kamen Rider (première série de l'ère Shōwa)             | de 1971 à 1973  | Kamen Rider Kuuga (première série de l'ère Heisei) Kamen Rider Zero-One (première série de l'ère Reiwa)                                                | 2000 2019       |
| Super sentai | Himitsu Sentai Goranger (première série de l'ère Shōwa) | de 1975 à 1977  | Kōsoku Sentai Turboranger (première série de l'ère Heisei) Mashin Sentai Kiramager (première série de l'ère Reiwa)                                     | 1989 2020       |
| Metal Hero   | Uchū Keiji Gavan (première série de l'ère Shōwa)        | 1982            | Kidō Keiji Jiban (première série de l'ère Heisei) | 1989            |

### Jeux vidéo
| Franchise              | Année de sortie | Reboot                       | Année du reboot |
| ---------------------- | --------------- | ---------------------------- | --------------- |
| Ninja Gaiden           | 1988            | Ninja Gaiden                 | 2004            |
| Sonic the Hedgehog     | 1991            | Sonic the Hedgehog           | 2006            |
| Alone in the Dark      | 1993            | Alone in the Dark            | 2008            |
| Castlevania            | 1987            | Castlevania: Lords of Shadow | 2010            |
| Syndicate              | 1993            | Syndicate                    | 2012            |
| X-COM                  | 1994            | XCOM: Enemy Unknown          | 2012            |
| Devil May Cry          | 2001            | DmC: Devil May Cry           | 2013            |
| Tomb Raider            | 1996            | Tomb Raider                  | 2013            |
| Doom                   | 1993            | Doom                         | 2004            |
| Hitman : Tueur à gages | 2000            | Hitman                       | 2016            |